# Stroiești (Mołdawia)
Stroiești (ros. Строенцы, Strojency) – wieś w Mołdawii, w Naddniestrzu, w rejonie Rybnica. W 2004 roku liczyła 689 mieszkańców.

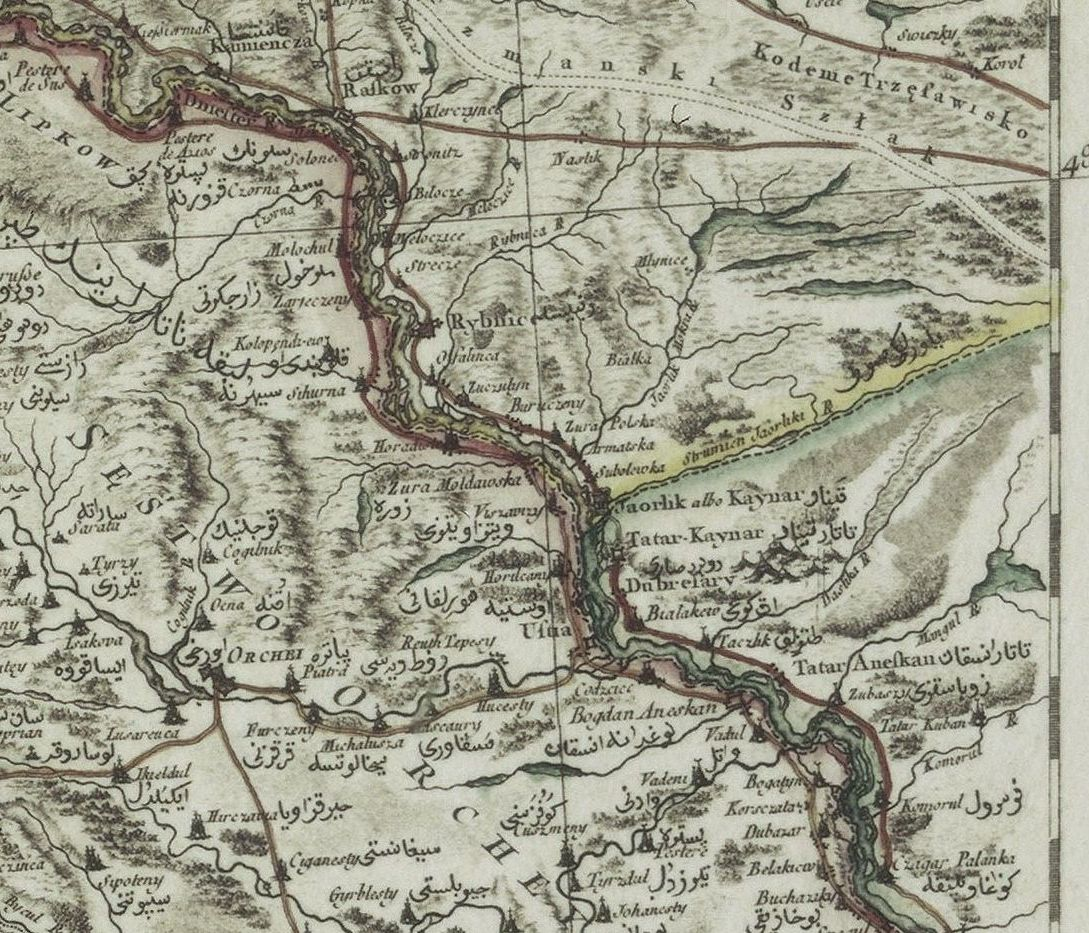
Fragment mapy Polski z 1772 z zaznaczoną wsią (w górnej części mapy)

W czasach I Rzeczypospolitej wieś leżała w województwie bracławskim w prowincji małopolskiej Korony Królestwa Polskiego. W 1789 była prywatną wsią, należącą do Lubomirskich.